# Globi d'oro 1992
La 32ª edizione dei Globi d'oro si è tenuta nel 1992.

## Albo d'oro

### Miglior film
- Una storia semplice, regia di Emidio Greco
- Il ladro di bambini, regia di Gianni Amelio
- Maledetto il giorno che t'ho incontrato, regia di Carlo Verdone

### Miglior opera prima
- Stefano Gabrini – Il gioco delle ombre
- Carlo Barsotti – Un paradiso senza biliardo
- Giulio Base – Crack

### Miglior attore
- Carlo Verdone – Maledetto il giorno che t'ho incontrato
- Massimo Troisi – Pensavo fosse amore invece era un calesse
- Enrico Lo Verso – Il ladro di bambini

### Miglior attrice
- Margherita Buy – Maledetto il giorno che t'ho incontrato
- Giuliana De Sio – Cattiva
- Antonella Taccarelli – Notte di stelle

### Miglior sceneggiatura
- Andrea Barbato e Emidio Greco – Una storia semplice
- Francesca Marciano e Carlo Verdone – Maledetto il giorno che t'ho incontrato
- Carlo Barsotti – Un paradiso senza biliardo

### Miglior fotografia
- Alessio Gelsini Torresi – Crack
- Fabio Cianchetti – L'amore necessario
- Danilo Desideri – Maledetto il giorno che t'ho incontrato

### Miglior musica
- Pino Daniele – Pensavo fosse amore invece era un calesse
- Luis Bacalov – Una storia semplice
- Armando Trovajoli – Cattiva